# Tomorrowland
Tomorrowland je godišnji festival dance i techno glazbe, ujedno i najveći i najpoznatiji takve vrste na svijetu. Prvo izdanje održano je 2005. u belgijskom mjestu Boomu nedaleko Antwerpena, gdje se tradicionalno održava posljednjeg vikenda u srpnju.
Među najznačajnijim DJ-evima koji su nastupili ističu se Armin van Buuren,  David Guetta, Paul van Dyk, Tiësto, Avicii i Afrojack.
Godine 2017. festival je posjetilo 400 000 ljudi.
Tomorrowland je pet godina zaredom (2012. – 2016.) proglašavan najboljim međunarodnim dance festivalom od strane Zimske glazbene konferencije (WMC-a) i tri puta zaredom (2011., 2012. i 2013.) od strane Red Bull Elektropedia Awards.

## Vanjske poveznice
- www.tomorrowland.com  Arhivirana inačica izvorne stranice od 1. studenoga 2020. (Wayback Machine) (engl.) Službene stranice festivala